# Castillo de Flix
El castillo de Flix, en la Ribera del Ebro, fue documentado en 1154 a través de una donación del conde Ramón Berenguer IV a Bonifacio de Volta. En 1276 el rey Jaime I lo vendió a Arnau de Bosc.
Su situación geográfica lo convirtió en uno de los más importantes de la comarca, junto con el castillo de Mequinenza y el castillo de Miravet. Tuvo importancia tanto en la guerra civil del siglo XV, como la de los segadores del siglo XVII y la de Sucesión del siglo XVIII.

## Descripción
Se aprecian restos del castillo original por dentro del que se construyó en el siglo XVIII. En la época carlista se añadieron unos muros y una gran torre redonda.
En su configuración actual es castillo de Flix se trata de una fortificación amurallada de planta irregular con tres torres circulares en sus vértices. La torre del extremos suroeste es de mayores dimensiones que las otras dos y corresponde a la zona más noble del edificio, conformándose un fuerte de tipo Vauban. Su parte superior está rematada por una cornisa sobre la que se asienta el coronamiento. Su interior está cubierto por una bóveda esférica construida de ladrillo y los accesos al recinto se hace por medio de tres vanos rectangulares situados en el interior del complejo arquitectónico. 
Las torres más discretas son simplemente de vigilancia. No tienen paramentos ataludados, pero sí hiladas de aspilleras. Ambas conservan buena parte de su revestimiento original exterior.

## Conservación
Aunque a comienzos del siglo XX el edificio se encontraba en estado de ruina progresiva., ha sufrido una importante y respetuosa restauración durante los últimos años de la primera década del siglo XXI.